# Wyspa na Kapuściskach

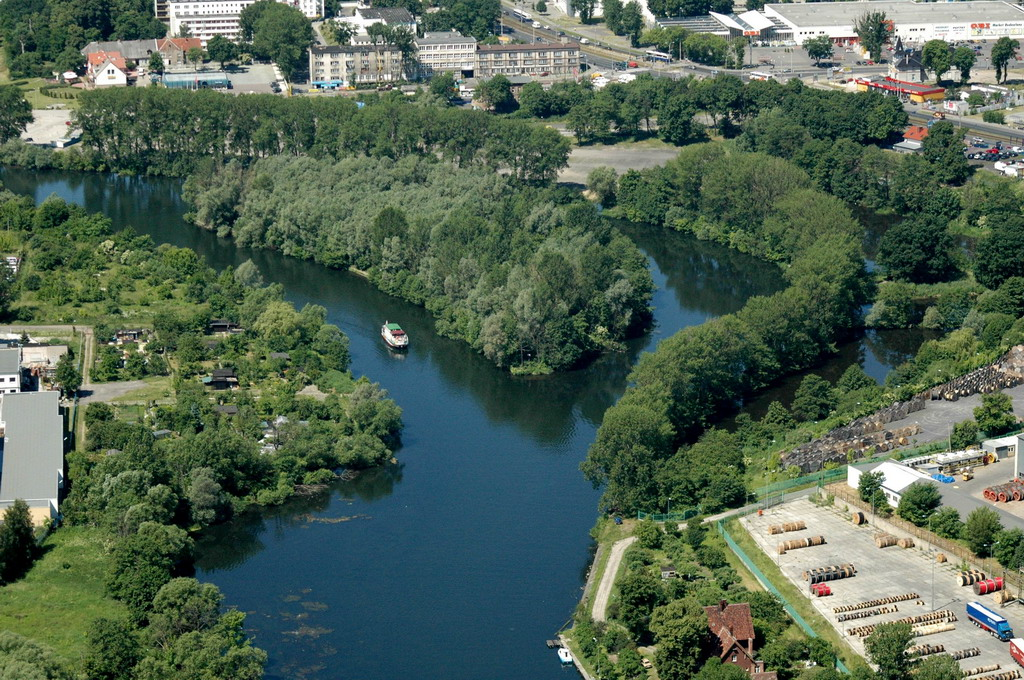
Tzw. Wyspa Wisielca

Wyspa na Kapuściskach, także Wyspa Wisielca – wyspa rzeczna na Brdzie w Bydgoszczy, położona na styku osiedli Kapuściska i Bartodzieje. Wyspa zajmuje powierzchnię 1,4 ha, a jej wymiary to 180 m na 80 m.

## Powstanie
Wyspa powstała w sposób sztuczny. Katalog map dla wodniaków wskazuje, że wyspa została utworzona w czasie kanalizacji Brdy w 1897 r., jednak mapy topograficzne sprzed 1971 r. w jej miejscu przedstawiają meander Brdy, który następnie został wyprostowany przez przekop. W latach późniejszych, przekop ten stał się głównym korytem rzeki.

## Charakter i obiekty
Wyspa od wschodu sąsiaduje z nabrzeżem dawnej śluzy Kapuściska, rozebranej w 1910 r. Od północy starorzecze odcięto groblą (według map topograficznych po 1908 r.) i urządzono zbiornik wodny użytkowany przez przedsiębiorstwa przemysłowe. W chwili obecnej wyspa jest zadrzewiona i niedostępna od strony lądu. Plan Rewitalizacji i Rozwoju Bydgoskiego Węzła Wodnego przewiduje budowę w sąsiedztwie wyspy przystani oraz nabrzeża cumowniczego dla jednostek wodnych.

## Legenda
Z wyspą tą związana jest jedna z bydgoskich legend miejskich, a mianowicie legenda Wyspy Wisielca. Według tej legendy na wyspie wieszano schwytanych na statkach przemytników i złodziei, ku przestrodze dla pozostałych kupców wpływających do miasta. Nigdy nie potwierdzono tego jednak w źródłach historycznych.